# 23 січня
23 січня — 23-й день року в григоріанському календарі. До кінця року залишається 342 дні (343 дні — у високосні роки).

## Свята і пам'ятні дні

### Національні
•  Тайвань,  Південна Корея: Всесвітній день свободи

### Релігійні
- Українська греко-католицька церква вшановує пам'ять Пратулинських мучеників[1].

Православні:
- Священномученика Климента, єпископа Анкирського, і мученика Агафангела.
- Преподобного Мавсими Сирійця.
- Преподобного Самана, мовчальника.
- Святителя Павліна Милостивого, єпископа Ноланського.
- Пам’ять VI Вселенського собору.

### Іменини
✝  Католицькі:
✙ Православні:

## Події

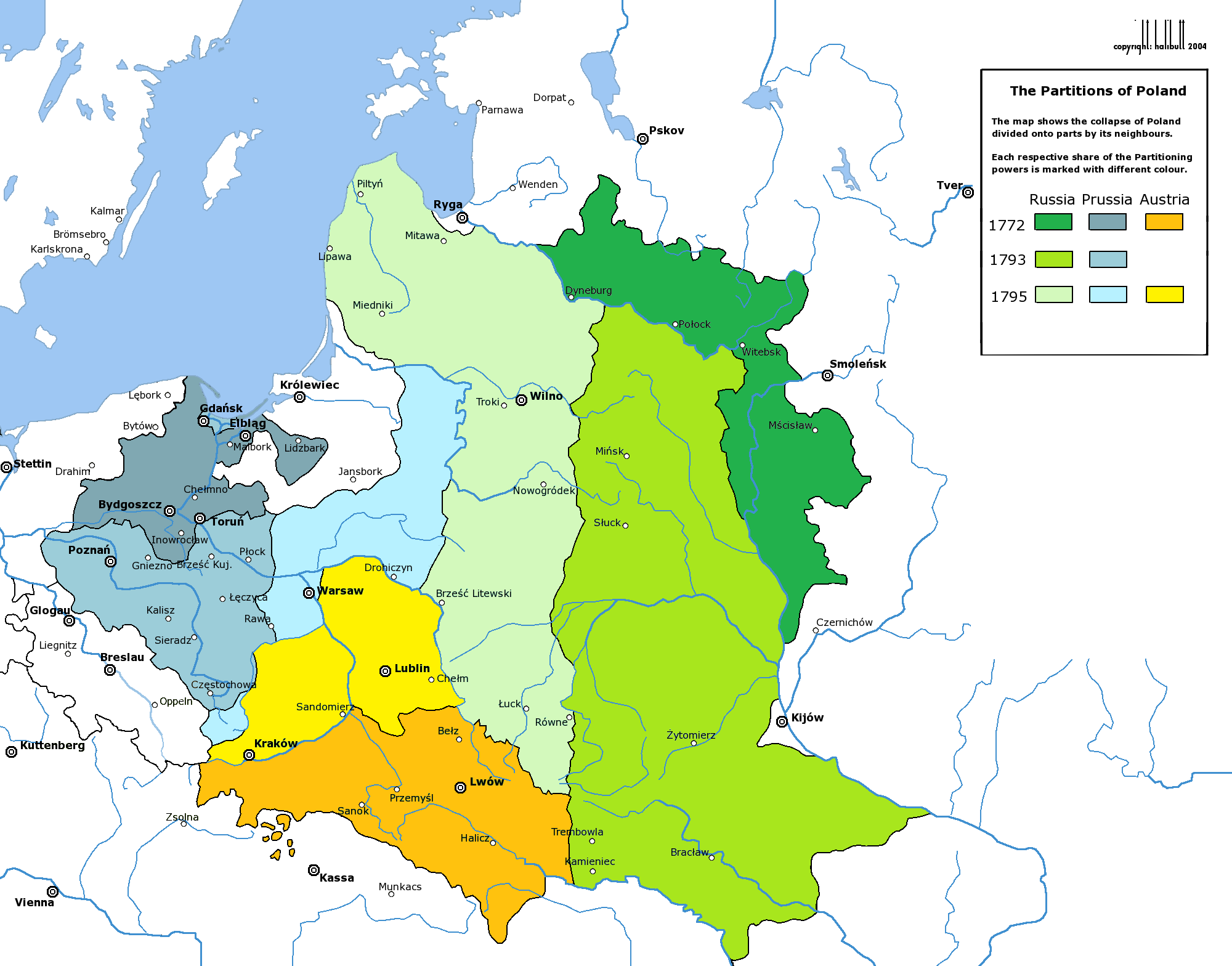
Три поділи Речі Посполитої

- 1556 — Великий китайський землетрус у провінції Шеньсі, під час якого загинули близько 830 000 людей — найбільший з відомих землетрусів.
- 1579 — підписана Утрехтська унія — військово-політичний союз семи провінцій Північних Нідерландів проти Іспанії.
- 1593 — почалася найбільша битва повстання Косинського між надвірними військами Острозьких—Вишневецьких та реєстровцями Криштофа Косинського.

- 1793 — Росія і Пруссія здійснили другий поділ Речі Посполитої. За договором Росія отримувала українські та білоруські землі з містами Мінськ, Слуцьк, Пінськ, Житомир, Кам'янець-Подільський.
- 1838 — гідрограф Клеман Адріан Венсандон-Дюмулен виконав перший розрахунок магнітного нахилу для локалізації Південного магнітного полюса.
- 1861 — імператорським указом джерелу Vichy Célestins надане загальнодержавне значення.
- 1912 — у Гаазі підписана Міжнародна опіумна конвенція — перша міжнародна домовленість про контроль наркотичних речовин.
- 1945 — розпочалась операція з вивезення Німеччиною цивільного населення зі Східної Пруссії, найбільша у світі евакуація морем.
- 1950 — ізраїльський кнесет (парламент) всупереч рішенню ООН про виділення Єрусалима в самостійну адміністративну одиницю, проголосив його західну частину столицею держави.
- 1960 — швейцарець Жак Пікар і американець Дон Волш на батискафі «Трієст» занурилися на дно найглибшої в Світовому океані Маріанської западини, сягнувши рекордної глибини 10 916 м.
- 1964 — у Медичному центрі університету штату Міссісіпі дванадцять лікарів під керівництвом доктора Джеймса Харді трансплантували серце шимпанзе 64-річному пацієнту, який прожив близько місяця після операції, так і не прийшовши до тями.
- 1973 — виверження вулкану Ельдфетль на острові Геймаей, Ісландія.
- 1992 — у Києві пройшов І Конгрес українців колишнього Радянського Союзу.
- 1992 — Україна встановила дипломатичні відносини з В'єтнамом.
- 2002 — 18-річний Руслан Пономарьов з Краматорська достроково став наймолодшим в історії чемпіоном світу з шахів за версією ФІДЕ.
- 2005 — інавгурація третього Президента України Віктора Ющенка.
- 2015 — Бої за Донецький аеропорт, які тривали з вересня 2014 року до 23 січня 2015 року[3] закінчилися виходом українських військових з аеропорту та закріплення на околицях міста.

## Народились
Дивись також Категорія:Народились 23 січня
- 1783 — Фредерік Стендаль, французький письменник («Червоне і чорне», «Пармська обитель», «Люсьєн Левен»).
- 1832 — Едуар Мане, французький художник-імпресіоніст (†1883) («Сніданок на траві», «Олімпія», «Любитель абсенту»).
- 1845 — Омелян Калужняцький, буковинський філолог, славіст, палеограф, фольклорист і громадський діяч.
- 1849 — Богдан Ханенко, український меценат, засновник Музею мистецтв імені Богдана та Варвари Ханенків у Києві.
- 1857 — Андрія Мохоровичич, хорватський геофізик та метеоролог.
- 1862 — Давид Гільберт, німецький математик.
- 1883 — Михайло Донець, український співак (бас), народний артист УРСР, жертва сталінського терору
- 1891 — Павло Тичина, український поет, перекладач, публіцист, громадський та державний діяч доби УНР та УРСР.
- 1897 — Маргарете Шютте-Ліхоцкі, австрійська архітекторка та дизайнерка.
- 1907 — Хідекі Юкава, японський фізик.
- 1929 — Філарет, український православний церковний діяч, архієрей. Третій предстоятель УПЦ КП, Патріарх Київський і всієї Руси-України (з 1995—2018 — офіційний, з 2018 року — титулярний).
- 1938 — Георг Базеліц, німецький живописець, графік і скульптор, один з основоположників стилю «Нові дикі».
- 1949 — Грицько Чубай, український поет, перекладач.
- 1956 — Наталія Харасайло, українська поетеса.
- 1958 — Юліян Китастий, композитор, співак, диригент, кобзар, бандурист, сопілкар, син бандуриста Петра Китастого.
- 1968 — Петр Корда, чеський тенісист, переможець 11 професійних турнірів в одиночному і 10 — в парному розряді; друга ракетка світу (лютий 1998-го).
- 1969 — Віталій Пономаренко, український футболіст, дворазовий чемпіон України.
- 1974 — Тіффані-Амбер Тіссен, американська кіноакторка, відома насамперед за телесеріалами («Беверлі-Гіллз, 90210»).
- 1990 — Назар Гук, український співак, учасник гурту «DZIDZIO», (клавіші, бек-вокал).

## Померли

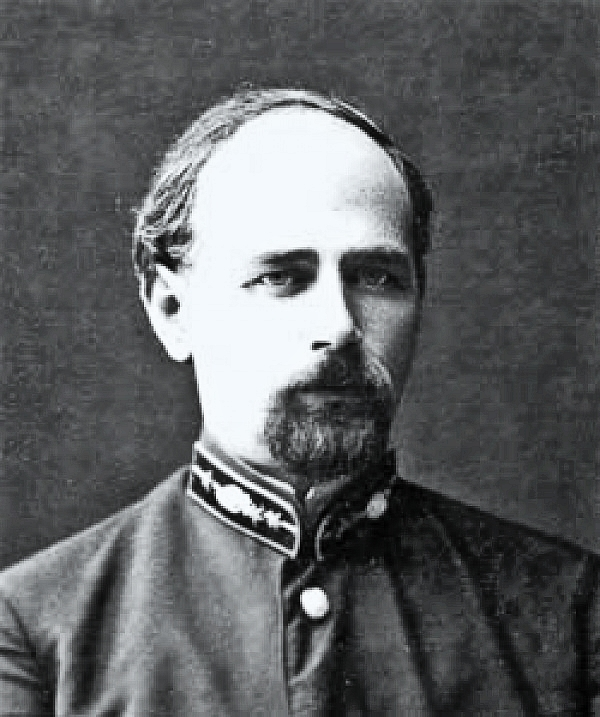
Микола Леонтович

Див. також: Категорія:Померли 23 січня
- 1002 — Оттон III, імператор Священної Римської імперії.
- 1516 — Фердинанд II Арагонський, король Арагона, Сицилії, Кастилії.
- 1744 — Джамбатіста Віко, італійський філософ епохи Просвітництва, засновник сучасної філософії історії.
- 1880 — Дмитро Абашев, російський і український хімік, агроном.
- 1883 — Гюстав Доре, французький гравер, ілюстратор і живописець.
- 1921 — Микола Леонтович, український композитор, автор обробок українських пісень («Щедрик», «Дударик») та хорових поем («Легенда», «Моя пісня»); убитий агентом ВЧК Грищенком.
- 1931 — Анна Павлова, російська артистка балету, одна з найвидатніших балерин XX століття.
- 1933 — Леонід Чернов, український поет, прозаїк, драматург і перекладач доби розстріляного відродження.
- 1944 — Едвард Мунк, норвезький живописець і графік.
- 1947 — Микола Арсенич-Березовський («Михайло»), український військовий і політичний діяч, член Проводу ОУН, шеф СБ УПА.
- 1947 — П'єр Боннар, французький живописець, постімпресіоніст.
- 1956 — Даніель Сваровскі, австрійський підприємець, засновник знаменитої компанії з виробництва прикрас зі скла й кришталю — Swarovski.
- 1981 — Самюел Барбер, американський композитор.
- 1986 — Йозеф Бойс, впливовий німецький художник, скульптор, теоретик та викладач мистецтва.
- 1989 — Сальвадор Далі, іспанський художник-сюрреаліст, один із найвизначніших митців XX століття («Світлі радощі», «Час, що розплився», «Метаморфози Нарциса»).
- 2016 — Владислав Макаров, один із засновників та гітарист «Кому Вниз».
- 2021 — Володимир Фрайт, український лікар, професор кафедри фтизіатрії та пульмонології Львівського медичного університету.
- 2022 — Димитрій (Капанадзе), єпископ Грузинської православної церкви, єпископ Хорнабудзький.